# Saint-Sulpice-le-Dunois
 Saint-Sulpice-le-Dunois  là một xã thuộc tỉnh Creuse trong vùng Nouvelle-Aquitaine miền trung nước Pháp.